# Богданівка (зупинний пункт, Південна залізниця)
Богданівка — пасажирський залізничний зупинний пункт Полтавської дирекції Південної залізниці.
Розташований на лінії Прилуки — Гребінка між станціями Прилуки (8 км) та Линовиця (5 км) поблизу села Богданівка Прилуцького району Чернігівської області.
Відкрита у 1990-2000-і роки.
Станом на березень 2020 року щодня п'ять пар дизель-потягів прямують за напрямком Прилуки/Ніжин — Гребінка.